# Oswald Boelcke
Oswald Boelcke (Giebichstein, 19 mai 1891 - Bapaume, 28 octobre 1916) est un pilote allemand de la Première Guerre mondiale. As de l'aviation avec 40 victoires aériennes, il formule les premiers principes du combat aérien, plus connus sous le nom de Dicta Boelcke.

## Biographie

### Débuts dans l'aviation
Oswald Boelcke voit le jour à Giebichstein près de Halle, en province de Saxe, le 19 mai 1891. Après sa scolarité, il s'engage en 1911 comme Fahnenjunker, élève officier, au 3e bataillon de télégraphie de Coblence. Il suit sa formation militaire à l'école de guerre de Metz d'octobre 1911 à juillet 1912. Les cours comprennent de la gymnastique, de l'équitation, du tir et toute autre activité sportive en rapport avec l'instruction militaire, comme le maniement de la lance dans le module cavalerie. Les élèves participent à des manœuvres en campagne, notamment autour des forts de Metz, pour mettre en pratique les cours de tactique, et plus généralement tous les cours théoriques suivis lors du premier semestre. Si la discipline est sévère, des moments de détente existent. Boelke, et un groupe de camarades surnommé « la Clique », forment un "club informel" à l'hôtel « Englischer Hof », non loin de l'école, où les aspirants ont l'habitude de souper et de se relaxer, en écoutant de la musique, piano ou guitare, avant l'appel du soir. Les élèves sortent parfois avec leurs officiers formateurs, pour faire la fête dans des brasseries de Metz. Boelcke, qui note la présence quotidienne de Zeppelins au-dessus de la ville, participe aux festivités organisées pour les occasions officielles, ainsi qu'aux sorties commémoratives sur les champs de bataille de la guerre de 1870, notamment sur les sites de Gravelotte et de Saint-Privat. Une école de pilotage ayant été créée à Metz en 1911, en même temps qu'à Döberitz et Strasbourg, Boelcke reçoit son baptême de l’air en juin 1913, à l'occasion d'une visite à l'aérodrome de Metz-Frescaty. Enthousiasmé par cette première expérience, Boelcke passe, en mai 1914, dans la Fliegertruppe des Heeres, les troupes aériennes de l'Armée de terre allemande, après avoir suivi une formation à l'école de pilotage de Halberstadt.
Oswald Boelcke vole d'abord comme observateur, sur la ligne de front dans le Fliegerabteilung 13, le 13e groupe aérien. Après diverses mutations, il est nommé en été 1915 à Douai, où il fait la connaissance de Max Immelmann. Il remporte sa première victoire en combat aérien le 4 juillet 1915, contre un Morane Bullet. À sa sixième victoire, le 1er novembre 1915, il est décoré de l'ordre de la maison Hohenzollern. À sa huitième victoire, remportée avec Immelmann, l'empereur Guillaume II leur décerne la médaille Pour le Mérite, la plus haute distinction prussienne pour courage face à l'ennemi. Il est aussi décoré de la Croix de Fer (1916). Dans un train qui le ramène à Metz, il fait la connaissance de Manfred von Richthofen, le futur "baron rouge" aux 80 victoires, qui lui devra sa vocation de pilote. 
En mars 1916, au début de la bataille de Verdun, est créé le Kampf Einsitzer Kommando Sivry (KEK), le groupe de combat sur monoplace de Sivry, embryon des futurs Jagdstaffel (Jasta), Jagdgeschwader et autre « Fliegender Zirkus ». Le groupe était composé de cinq pilotes de combat et placé sous son commandement.

### Boelcke réforme les escadrilles
Dans les semaines qui précédent la bataille de la Somme en 1916, l'état-major allemand se rend compte qu'il perd la supériorité aérienne face aux avions Nieuport et qu'une réorganisation des forces aériennes s'impose. Boelcke se voit confier cette tâche et est alors rappelé d'urgence d'une mission dans les Balkans pour laquelle il était parti à la suite de la mort d'Immelmann (le 18 juin).
L'idée de Boelcke consiste à reformer les unités qui étaient alors composées d'éléments mixtes. Chaque escadrille comprenait douze avions répartis en deux groupes de six, subdivisés eux-mêmes en deux sous-groupes de trois. Leur tâche était d'abattre les avions de reconnaissance ennemis. Promu au grade de capitaine, il est autorisé à choisir les pilotes de sa première escadrille. La Jasta 2 (jagdstaffel) est créée officiellement le 10 août 1916.
Oswald Boelcke est responsable non seulement du choix des pilotes mais aussi de leur formation et du matériel utilisé. Le 17 septembre 1916 est considéré comme la date officielle de la création de l'escadrille royale de Prusse. Pendant la formation des nouveaux pilotes, Boelcke était le seul à pouvoir voler. On raconte qu'il décollait au petit matin, le soleil dans le dos, pour pouvoir abattre un avion ennemi en profitant de l'aveuglement des pilotes adverses venant de l'ouest. Lorsqu'il revenait le menton noirci par la poudre, on savait qu'il avait été victorieux.
Il perfectionna la technique d'attaque frontale, volant face à l'adversaire jusqu'à ce que celui-ci effectue un dégagement par une manœuvre évasive et se présente à lui sous son côté le plus vulnérable.

### Dernière mission
Oswald Boelcke est nommé oberleutnant sur ordre personnel du Kaiser le 23 mars 1916, hauptmann le 23 mai 1916 à 25 ans : il est alors le plus jeune capitaine d'active des armées. Il a le plus grand nombre de victoires aériennes (18). Il abat le premier pilote américain de la Première Guerre mondiale le 24 juin. Il est même interdit de vol temporairement (de juin à août semble-t-il) par le Kaiser, après le décès d'Immelman, afin de conserver le moral des troupes.
Boelcke finit par être connu de l'adversaire et les Britanniques savent où le trouver. Ils bombardent alors plusieurs fois son aérodrome, près de Lagnicourt. Le 28 octobre 1916, alors qu'il avait déjà effectué cinq missions avec son escadrille, un nouvel appel du front parvient à 16 h 30. Dix minutes plus tard, Boelcke et cinq autres pilotes décollent avec leurs Albatros D.II. Ils engagent rapidement un combat aérien avec deux Airco DH.2 de la 24e escadrille pilotés par les lieutenants Knight et McKay.
Boelcke attaque un avion, sans remarquer que son ami, le sous-lieutenant Erwin Böhme, avait choisi la même cible. La partie inférieure du fuselage de Böhme touche l'aile supérieure gauche de l'avion de Boelcke, et tous deux s'écrasent au sol. Böhme survit à l'accident, tandis que Boelcke meurt sur le coup. Dans sa hâte, il avait omis d'attacher sa ceinture, ce qui aurait pu lui sauver la vie.
Les Britanniques larguèrent par la suite au-dessus du front une gerbe en son honneur. Sa tombe se trouve à Dessau-Roßlau.
La Jasta 2 prend alors le nom de jasta Boelcke. La devise de l'escadrille devient : « "Je serai un autre Boelcke" ». 
Boelcke a édicté plusieurs règles fondamentales du combat aérien : le Dicta Boelcke. Certaines sont toujours applicables de nos jours.

## Le Dicta Boelcke
Le Dicta Boelcke est une liste de règles fondamentales applicables en combat aérien formulée par Oswald Boelcke durant la Première Guerre mondiale.